# Congregación Suiza de San Mauricio de Agaune
Los Canónigos Regulares de la Congregación Suiza de San Mauricio de Agaune (oficialmente en latín: Congregatio Helvetica a Sancto Mauritio Agaunensis) es una orden religiosa católica de canónigos regulares de derecho pontificio y una de las congregaciones miembro de los Canónigos Regulares de San Agustín, fundados en el 515 por el rey Segismundo de los burgundios, en Agaune, pero convertida en canónigos en 1128. Los religiosos de esta congregación agustina son conocidos como canónigos de San Mauricio y posponen a sus nombres las siglas C.R.S.A.

## Historia

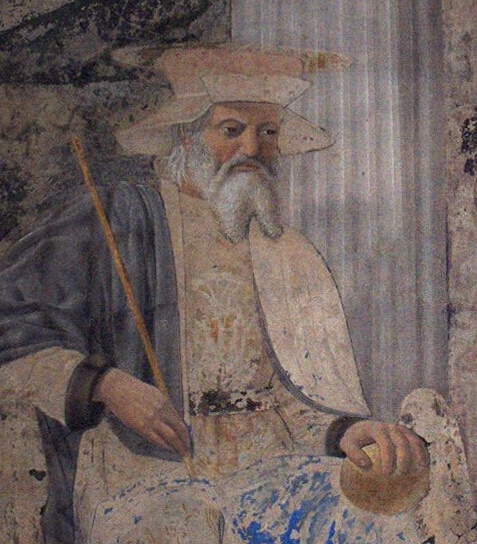
Segismundo (?-524), rey de los burgundios, es el fundador de la Abadía de San Mauricio y por tanto considerado fundador de la Orden.

La Abadía de San Mauricio fue fundada por el rey Segismundo de los burgundios en 515, en el lugar donde según la tradición fue martirizado san Mauricio y sus compañeros de la legión tebana, en Agaune (Suiza). En 1128 los religiosos que la habitaban se convirtieron en canónigos regulares al adoptar la Regla de San Agustín y asumir la pastoral parroquial. La orden se convirtió en una de las congregaciones fundadoras de la Federación de los Canónigos Regulares de San Agustín en 1959, instituida por el papa Juan XXIII.

## Organización
La Congregación de San Mauricio está regida por un abad ordinario, que hace las veces de obispo del territorio de la Abadía de San Mauricio y además ostenta el título de obispo de Belén. Los canónigos de san Mauricio se encargan de la actividad pastoral en las siete parroquias que componen el territorio de la abadía. El actual abad ordinario es Joseph Roduit. 
La congregación la forman cuatro monasterios presentes todos en Suiza. En 2015, los canónigos de San Mauricio eran unos 41, de los cuales 36 eran sacerdotes.